# NGC 3458
NGC 3458 (również PGC 32854 lub UGC 6037) – galaktyka soczewkowata (SB0), znajdująca się w gwiazdozbiorze Wielkiej Niedźwiedzicy. Odkrył ją William Herschel 8 kwietnia 1793 roku.
W galaktyce tej zaobserwowano supernową SN 1991F.